# Анкваб, Александр Золотинскович
Алекса́ндр Золоти́нскович Анква́б (абх. Алеқсандр Золотинска-иԥа Анқәаб; род. 26 декабря 1952, Сухуми, Абхазская АССР, СССР) — абхазский государственный и политический деятель, премьер-министр частично признанной Республики Абхазия с 23 апреля 2020 по 19 ноября 2024 года. В прошлом — третий президент Республики Абхазия. Кроме абхазского имеет гражданство Российской Федерации.
В советские годы служил в милиции, работал на комсомольских должностях. С нарастанием грузино-абхазских противоречий в конце 1980-х годов уволился с должности заместителя министра внутренних дел Грузинской ССР и уехал в Абхазию. В период грузино-абхазской войны занимал должность исполняющего обязанности министра внутренних дел Абхазии. В 1994—2003 годах жил в России, занимался бизнесом, на личные средства оказывал поддержку развитию и сохранению абхазской культуры.
По возвращении в Абхазию создал движение «Возрождение» (абх. Айтайра) и поддержал на выборах президента Сергея Багапша. После победы последнего получил должность премьер-министра, а на следующих выборах баллотировался вместе с ним на пост вице-президента и одержал победу. В мае 2011 года в связи с тяжёлой болезнью президента страны Сергея Багапша исполнял его обязанности. На досрочных выборах, проведённых в связи со смертью действовавшего президента, одержал победу и стал президентом Абхазии. 1 июня 2014 года подал в отставку с поста президента до окончания срока полномочий в связи с волнениями в республике, в ходе которых оппозиция оказывала давление на Анкваба.
12 марта 2017 года избран в Народное собрание — парламент Абхазии, а 24 марта 2020 года назначен избранным президентом Асланом Бжанией на должность премьер-министра, став старейшим членом правительства республики.
В ходе политической деятельности Анкваба с 2005 по 2012 год на него в Абхазии было совершено шесть покушений. После ареста подозреваемых выяснилось, что, кроме известных, существовали планы ещё трёх покушений, которые не были осуществлены организаторами.

## Биография

### Ранние годы
Александр Анкваб родился 26 декабря 1952 года в Сухуми (по другим данным — в родовом селе отца Хуап Гудаутского района Абхазской АССР) и был старшим из трёх детей в абхазской семье милиционера Золотинского Анкваба.
Детские и юношеские годы прошли в столице Абхазии, там он окончил школу № 16 и в 1970 году поступил на юридический факультет Ростовского государственного университета. В связи с травмой, полученной его отцом, Александру пришлось досрочно завершить обучение в университете, а потому в 1974 году он сдал выпускные экзамены на год раньше своих однокурсников.

### Работа в государственных органах СССР
По возвращении домой, в 1975 году, Александр Анкваб через Абхазский областной комитет комсомола устроился консультантом в Министерство юстиции Абхазской АССР. Оттуда он перешёл на работу в Областной комитет ЛКСМ Грузии, где занимал должность инструктора, а позднее — заведующего отделом. После этого он был избран секретарём Гудаутского райкома ЛКСМ.
В 1978 году Анкваб занял должность начальника Гудаутского РОВД, став одним из самых молодых руководителей в органах МВД СССР. Во время его руководства при РОВД был создан хор, в 1979 году ставший лучшим хоровым коллективом района. С 1981 по 1983 год Анкваб работал в аппарате ЦК компартии Грузинской ССР на различных административных должностях, а в 1983 году получил звание полковника милиции и в 1984 году занял должность заместителя министра внутренних дел Грузинской ССР по политической подготовке. В 1987 году Анкваб окончил Академию общественных наук ЦК КПСС.
В мае 1990 года на волне антиабхазских настроений в Грузии Анкваб подал рапорт об увольнении из МВД республики и переехал в Сухуми. После этого он нигде не работал — по словам самого Анкваба, «ездил по друзьям и родственникам».

### В независимой Абхазии
В 1991 году Александр Анкваб был избран депутатом Верховного совета АР Абхазии, а 8 мая 1992 года полковник МВД Анкваб по назначению Верховного совета стал исполняющим обязанности министра внутренних дел Абхазии. Это назначение натолкнулось на противодействие действующего министра Гиви Ломинадзе, который требовал подтверждения из Тбилиси. 24 июня здание МВД в Сухуми было занято полком внутренних войск Абхазии во главе с Владиславом Ардзинбой, и Анкваб вступил в должность и. о. министра внутренних дел. При этом, по словам самого Анкваба, он сохранил товарищеские отношения с руководством МВД Грузии и испытывал неловкость за то, что занял министерское кресло таким образом.
В августе 1992 года, когда грузинские войска вошли в Абхазию, правительство республики во главе с Ардзинбой было эвакуировано в Гудауту. Анкваб же, наоборот, вместе с Сергеем Багапшем остался в Сухуми для ведения переговоров с Грузией о прекращении боевых действий. В начале сентября Анкваб был отстранён от переговорного процесса и заменён на Сергея Шамбу, после чего, наряду с руководством МВД, стал курировать вопросы обмена пленными. Вспоминая о совместной работе по обмену военнопленными, глава Службы внешней разведки Грузии Автандил Иоселиани рассказывал о том, что благодаря Анквабу во время войны спасли многих абхазов и грузин.
Мы вместе работали — почему я не могу с ним дружить? Благодаря Анквабу во время войны спасли очень многих абхазов и грузин. Это что, можно забыть? Он очень порядочный, очень честный, мужественный человек, строгий начальник. Вот этого боятся все — все плохие. Хорошие таких людей не боятся. С ним очень трудно разговаривать, но если он поймет, что ты не обманываешь, ведешь нормальный разговор — всё понимает прекрасно.
По данным Анкваба, объявленным им в 2011 году, за время войны 1992—1993 годов в Абхазии, продолжавшейся 413 суток, с абхазской стороны в боевых действиях участвовало более 12 тысяч человек, погибло свыше 2700 бойцов сопротивления, более пяти тысяч получили ранения. Без вести пропавшими считаются около 200 абхазских комбатантов.
27 сентября 1993 года, в ходе решающего наступления на Сухум, силовые структуры республики Абхазия не смогли обеспечить безопасность семнадцати пленным членам прогрузинского правительства АР Абхазии. 8 октября 1993 года Анкваб был освобождён от должности исполняющего обязанности министра внутренних дел. В 2004 году в интервью газете «Коммерсантъ» Анкваб разъяснил, что он и его подчинённые не имели к трагическому событию с расстрелом грузинских пленных никакого отношения. Осенью 1993 года Анквабу был предложен пост министра юстиции в правительстве Ардзинбы, но он отказался от назначения и с этого времени находился в оппозиции к президенту Ардзинбе.

Ардзинба был сильной личностью и не терпел рядом сильных людей. Его конфликт с Анквабом был личностным. Если бы он считал того предателем, не прошёл бы с ним всю войну.
— Инал Хашиг

### В России
В 1994 году Анкваб с семьёй переехал в Москву. Вскоре стал помощником генерального директора фирмы «Инекс-безопасность», занимавшейся охранной деятельностью, потом стал заниматься различным бизнесом. Принимал участие в благотворительных проектах: финансировал абхазские народные танцевальные и хоровые коллективы, издал двухтомный сборник абхазской поэзии и несколько книг абхазских авторов, оплатил постройку средней школы в родовом селе Хуап. В 1999 году наблюдатели рассматривали Анкваба в качестве противовеса Ардзинбе на президентских выборах, но из-за введённого ценза оседлости он не смог выдвинуть свою кандидатуру. Весной 2002 года Анкваб, среди ряда авторитетных лиц, рассматривался политологами как возможный кандидат в президенты Абхазии.
В день своего 50-летия, 26 декабря 2002 года, Анкваб отказался от всех торжественных мероприятий в честь юбилея и в Москве прочитал журналистам многочасовую лекцию о политической ситуации в Абхазии. В ходе лекции, по воспоминаниям журналистов, Анкваб отложил в сторону беспрерывно вибрировавший мобильный телефон и принял поздравления лишь единственный раз, когда на дисплее телефона появилось имя примы российской оперы Хиблы Герзмавы.

### Возвращение в Абхазию
В 2003 году Анкваб вернулся в Сухум и стал одним из основателей общественно-политического движения «Возрождение» (абх. Айтайра). На предстоявших в следующем году выборах президента Анкваб решил выдвинуть свою кандидатуру. В предвыборной кампании он обвинил действовавшего президента Владислава Ардзинбу в неспособности контролировать своё окружение, вызвавшей разгул коррупции в стране, требовал приблизить абхазскую конституцию к российской с целью создания единого правового поля, выступал за создание более открытых бюджетной и налоговой систем. В сентябре кандидатура Анкваба была отклонена Центризбиркомом Абхазии в связи с несоответствием цензу оседлости. При этом он также отказался проходить тест на знание абхазского языка, сославшись на несоответствие закона о выборах президента конституции Абхазии, хотя члены специальной лингвистической комиссии признали кандидата хорошо говорящим по-абхазски.
После отказа в регистрации Анкваба в качестве кандидата в президенты движение «Айтайра» поддержало Сергея Багапша. Последний одержал победу на выборах, проходивших в октябре 2004 года, но результаты были оспорены Раулем Хаджимбой. На прошедшем в январе 2005 года повторном голосовании победил тандем, в котором Багапш стал президентом, а Хаджимба — вице-президентом.
12 февраля 2005 года Сергей Багапш вступил в должность президента Абхазии, а 14 февраля назначил Анкваба премьер-министром Республики Абхазия. В этой должности Анкваб сконцентрировался на внутренних проблемах страны: в первую очередь это было плачевное состояние абхазской экономики. Как сообщил Анкваб 7 декабря 2005 года на встрече с послом США в Грузии Джоном Теффтом, 25 % бюджета страны, составлявшего 644 миллиона рублей, тратилось на оборонные нужды, при этом экспорт цитрусовых сократился со 110 тысяч тонн до 35 тонн. Вся абхазская инфраструктура была разрушена войной либо устарела, медицинское обслуживание за пределами городов отсутствовало, существовали серьёзные проблемы с транспортом, водоснабжением и электроснабжением граждан. Общие инвестиции из России составили чуть больше 60 миллионов долларов.

Новоафонский монастырь в ходе реставрации. Декабрь 2014 года

С начала 2008 года по распоряжению Анкваба проводилась масштабная реконструкция Новоафонского монастыря, в ходе которой были обновлены купола, сооружена новая система дренажа и водоотведения, благодаря чему монастырь избавился от сезонных подтоплений.
В это время движение «Айтайра» практически бездействовало, и ни один из пунктов предвыборной программы не был выполнен. По заявлениям представителей самого движения, причиной тому было то, что «Айтайра» «не являлось партией власти». В 2009 году, вопреки прогнозам аналитиков, на выборах президента Абхазии «Единая Абхазия» выдвинула Анкваба кандидатом в вице-президенты в связке с Багапшем. Тандем набрал около 60 % голосов в первом туре, и 15 февраля 2010 года Анкваб заступил на должность вице-президента. В отличие от Багапша и Шамбы, вице-президент Анкваб не имел поддержки в правительстве России; несмотря на это, ему удалось отодвинуть Шамбу на третий план.
21 мая 2011 года, в связи с тяжёлой болезнью главы государства Сергея Багапша, Анкваб временно приступил к исполнению обязанностей президента Республики Абхазия, а 29 мая, в связи с кончиной Багапша, продолжил исполнять обязанности главы государства до 29 июля, когда передал полномочия председателю Народного собрания Нугзару Ашубе для участия в предвыборной кампании. Досрочные президентские выборы были назначены на 26 августа 2011 года.

### Президент Абхазии
25 июля 2011 года Центризбирком Абхазии зарегистрировал Анкваба кандидатом в президенты Абхазии; кандидатом в вице-президенты Абхазии вместе с ним был зарегистрирован глава администрации Гулрыпшского района Михаил Логуа. Руководителем избирательного штаба был назначен Леонид Лакербая. Соперниками Анкваба на президентских выборах стали премьер-министр, глава социал-демократической партии Сергей Шамба (вице-президент Шамиль Аджимба) и кандидат от оппозиционной партии «Форум народного единства» Рауль Хаджимба (вице-президент Светлана Джергения).
Кандидатура Анкваба, выдвинутая от партий «Единая Абхазия» и «Айтайра», была поддержана общественным движением ветеранов грузино-абхазской войны 1992—1993 годов «Амцахара», Русской общиной Абхазии и Форумом молодёжи Абхазии. 26 августа Анкваб был избран президентом Республики Абхазия в первом туре голосования с результатом 54,96 % голосов при явке избирателей 72 %. 26 сентября состоялась инаугурация.

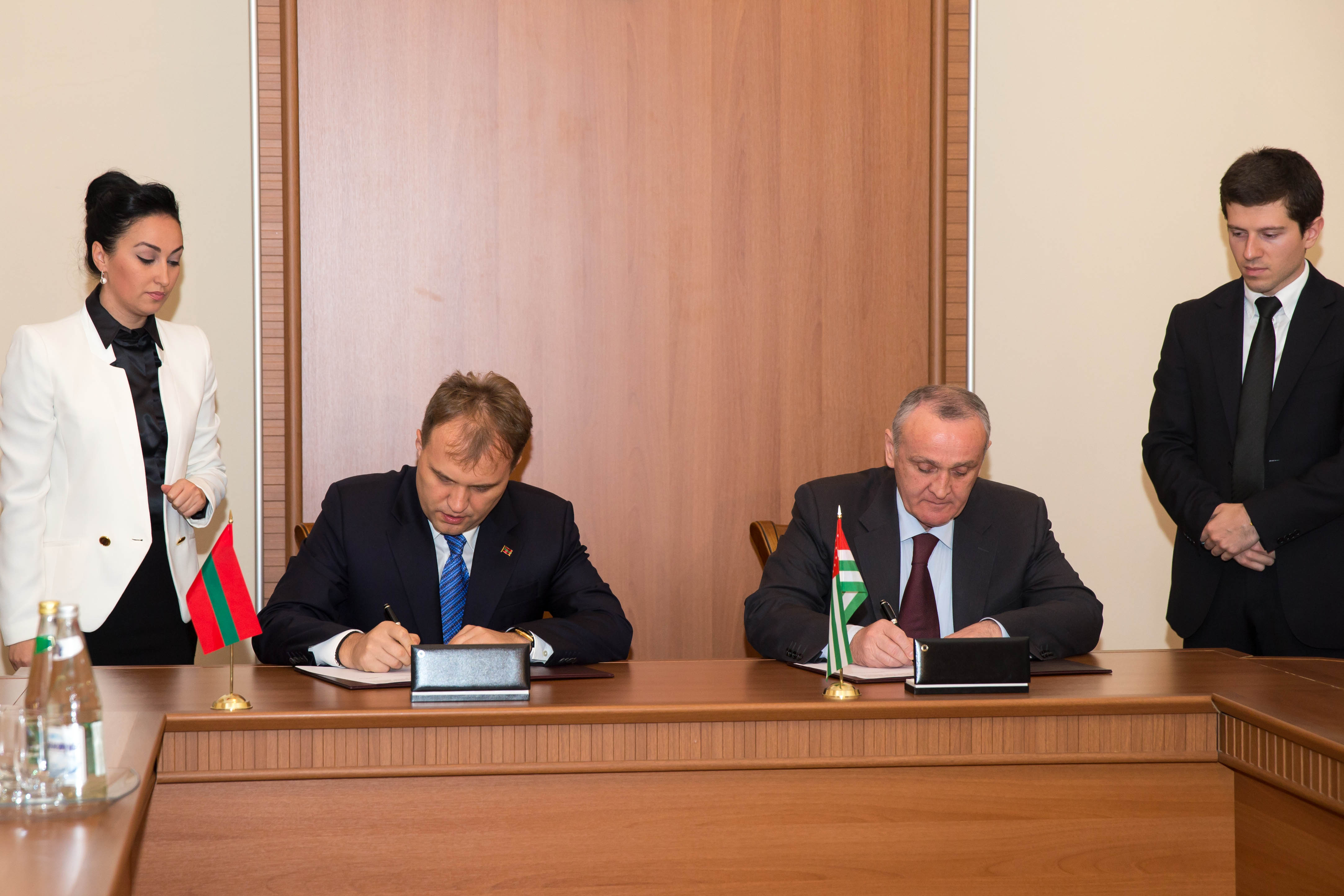
Евгений Шевчук и Александр Анкваб подписывают Совместное заявление, 2013

Встреча Александра Анкваба с президентом России Дмитрием Медведевым в Кремле, 2011 год

На посту президента Анкваб заявлял о возможном упразднении поста вице-президента или даже превращении Абхазии в парламентскую республику. Президент Анкваб неоднократно встречался с главами России и Приднестровья, провёл встречу с послом Чехии в Грузии.
24 мая 2013 года, выступая на Втором российско-абхазском гуманитарном форуме, Анкваб обратился к Московскому патриархату с просьбой взять под свой омофор Абхазскую православную церковь и рукоположить абхазского епископа, минуя Грузинскую православную церковь, так как культурные и духовные связи с последней у абхазского общества разорваны. Этим обращением он надеялся завершить долго тлевший церковный конфликт внутри Абхазии, тесно связанный с политическим противостоянием внутри страны, но успехом данная инициатива не увенчалась.
29 октября Анкваб отправил в отставку секретаря Совета безопасности Абхазии Станислава Лакобу, сам Лакоба с отставкой не согласился и обвинил президента в узурпации власти. Конфликт между политиками произошёл на почве распоряжения Анкваба об обмене жителям Гальского района грузинской национальности справки по форме № 9 на паспорта граждан Абхазии.
7 февраля 2014 года в качестве главы государства Александр Анкваб принял участие в Церемонии открытия зимних Олимпийских игр 2014 в Сочи, пригласил участников и гостей Олимпиады в Абхазию. По распоряжению Анкваба Абхазия поставляла в Сочи инертные стройматериалы, а её силовые структуры обеспечивали безопасность проведения олимпиады со стороны республики.

### Политический кризис и отставка
С апреля по август 2014 года в Абхазии протекал внутриполитический кризис, в ходе которого с 27 мая по 1 июня произошли массовые беспорядки и захват зданий органов государственной власти в Сухуме, митинги и выступления как противников действующей власти, так и её сторонников. Оппозицией выдвигались претензии к действующей власти в попустительстве незаконной выдаче абхазских паспортов жителям грузинской национальности, растрате российской финансовой помощи и чрезмерном авторитаризме правления Анкваба. Александр Анкваб вначале вёл диалог с протестующими, но после захвата здания администрации, в котором проводились переговоры, во избежание столкновения президентской охраны с митингующими и вероятного кровопролития, опасаясь за свою жизнь и здоровье, переехал на российскую военную базу в Гудауту, где продолжил переговоры с оппозицией и членами парламента при участии прибывших туда Владислава Суркова и Рашида Нургалиева. Какого-либо существенного прогресса на переговорах достичь не удалось.
Итогом стала отставка 1 июня 2014 года президента Анкваба вместе с Кабинетом министров и назначение временного правительства под руководством Валерия Бганба, которым были отправлены в отставку генеральный прокурор республики и главы трёх восточных районов: Гальского, Очамчырского и Ткварчельского. Благодаря сдержанности обеих сторон конфликта, несмотря на наличие оружия у многих участников событий и готовность силовых структур отстаивать права законно избранного президента силой, огонь на поражение по приказу Анкваба не открывался, и жертв удалось избежать. На 24 августа 2014 года были назначены выборы, победу на которых одержал лидер оппозиции Рауль Хаджимба.
Вскоре после отставки новые абхазские власти лишили Анкваба государственной охраны, что вынудило экс-президента переехать в Москву, откуда он продолжал влиять на политическую ситуацию в республике. На президентских выборах 2014 года Анкваб поддержал генерал-майора Аслана Бжанию. Обосновавшись в Москве, экс-президент Анкваб впервые появился на публике 31 июля 2014 года, посетив в «Форум-холле» предвыборную встречу Бжании с российской общественностью и абхазской диаспорой. На президентских выборах поддерживаемый Анквабом кандидат занял второе место, уступив Раулю Хаджимбе 14 тысяч голосов.
С июня 2014 по февраль 2017 года Анкваб жил в Москве, много выступал в российской и абхазской печати, стремился вернуться в абхазскую политику.

### Возвращение в политику
В феврале 2017 года была зарегистрирована инициативная группа по выдвижению Анкваба в депутаты Народного собрания — парламента Республики Абхазия по Гудаутскому городскому избирательному округу № 18. Анкваб прибыл в Абхазию и вёл избирательную кампанию. Он был поддержан движением «Амцахара» и фондом «Апра», выпустившими коллективное заявление в его поддержку в ответ на критику «Форума народного единства Абхазии». Аналитики «Росбалта» считали, что в ситуации, когда часть электората отвернулась от Хаджимбы из-за невыполнения части предвыборных обещаний, возвращение Анкваба в политику могло означать его грядущее участие в президентских выборах 2019 года. В то же время баллотироваться в президенты Анкваб не мог, так как Конституция Абхазии ограничивает предельный возраст кандидата в президенты 65 годами, а координатор рабочей группы центра изучения Центральной Азии и Кавказа Института востоковедения РАН Александр Скаков отметил, что и о каком-либо серьёзном влиянии Анкваба на абхазскую политику говорить было пока рано.
12 марта 2017 года Анкваб был избран в парламент Абхазии, получив более 52 % голосов.
На президентских выборах 2019 года в Абхазии Анкваб — не имея возможности баллотироваться из-за 65-летнего возрастного ценза и в отсутствие среди кандидатов заболевшего лидера абхазской оппозиции Аслана Бжании, — поддержал заместителя министра иностранных дел Олега Аршбу, который набрал 18 665 голосов и занял 3-е место в первом туре, незначительно отстав от Рауля Хаджимбы и Алхаса Квицинии. Таким образом сам Анкваб, по мнению экспертов, подтвердил сохранение за собой внушительного электорального ресурса.
9 января 2020 года, после начала антипрезидентских волнений в республике из-за проблем с подсчётом голосов на выборах, на внеочередной сессии парламента Анкваб поддержал обращение Народного собрания Абхазии к президенту Раулю Хаджимбе с призывом ради стабилизации обстановки уйти в отставку. Через 3 дня Хаджимба согласился покинуть пост президента. Повторные выборы состоялись 22 марта 2020 года, на них победил Аслан Бжания. 24 марта вновь избранный президент назначил Анкваба премьер-министром Республики Абхазия. Официальное вступление в должность состоялось 24 апреля 2020 года, при этом 67-летний Анкваб стал старейшим членом правительства республики.
Зимой 2021 года Анкваб в тяжёлой форме перенёс COVID-19, три месяца проходил лечение в Федеральном научно-клиническом центре ФМБА в Москве, а после выздоровления возобновил государственную деятельность в Абхазии с апреля 2021 года. В качестве премьера Анкваб на встрече с представителем ПРООН в 2022 году акцентировал внимание на главных социальных проблемах Абхазии, среди них — необходимость ремонта множества школ и нехватка современного оборудования в лечебных учреждениях республики на фоне борьбы с коронавирусом.
В ноябре 2024 года в стране назрели серьёзные противоречия между президентом и оппозицией: правительство страны обвиняли в излишнем лоббировании интересов российского бизнеса на фоне планов подписать соглашение с Российской Федерацией об инвестициях. В ходе начавшихся 15 ноября волнений протестующие заняли несколько правительственных зданий. 18 ноября состоялась встреча представителей оппозиции с представителями власти, по итогам которой было подписано соглашение об урегулировании ситуации в республике. По нему оппозиция обязывалась освободить правительственные здания от протестующих, а президент и премьер-министр страны объявили об уходе со своих постов. Вместо них временно исполняющим обязанности президента стал вице-президент Бадра Гунба, а пост премьер-министра до следующих выборов занял Валерий Бганба.

## Покушения
На Александра Анкваба было совершено шесть покушений (все в Абхазии): четыре из них были совершены в период пребывания его в должности премьер-министра и по одному — в должностях вице-президента и президента Абхазии. В ходе покушений Анкваб был дважды ранен, погибли два его охранника. Также во время президентства Анкваба трижды планировались покушения, которые так и не состоялись. После первых покушений экспертами и политическими деятелями Абхазии было высказано мнение, что они не направлены конкретно против Анкваба, а имеют целью дестабилизировать обстановку в республике. В дальнейшем большинство экспертов сошлось во мнении, что покушения на Анкваба организованы внутренними абхазскими силами, так как Анкваб боролся с влиянием криминальных структур в различных ветвях власти в республике.
В результате следственных действий была раскрыта преступная группа, причастная к покушениям 2007 и 2012 годов и связанная с террористической организацией «Имарат Кавказ». Десятерым её членам были предъявлены обвинения, из них один — генерал-майор Алмасбей Кчач — покончил с собой при задержании. Генеральная прокуратура РА потребовала для основных участников группы пожизненного заключения. Основной предполагаемый заказчик, бизнесмен Павел Ардзинба, был застрелен неизвестными 13 декабря 2017 года в районе села Верхняя Эшера, а один из членов банды Рушбей Барциц до сих пор находится в розыске. В апреле 2017 года обвиняемым были назначены наказания в виде тюремных сроков от 4 до 20 лет.

## Взгляды и увлечения
Анкваб одновременно является гражданином Республики Абхазия и Российской Федерации, в качестве гражданина России он неоднократно был избирателем в различных выборах, в том числе во время занятия им должности президента Абхазии. Выступает за сближение Абхазии с Россией и усиление позиций русского языка в республике, при этом отвергая возможность получения официального статуса грузинским языком, несмотря на то, что Гальский район Абхазии преимущественно населён грузинами. При этом Анкваб выступает за создание равноправных отношений с Грузией и не считает необходимой взаимную изоляцию двух государств:

Если грузинская мечта — это вернуть Абхазию в своё лоно, то эта мечта — иллюзорная. Если грузинская мечта — в налаживании добрососедских равноправных отношений, то это хорошая мечта.
— А. З. Анкваб о победе партии «Грузинская мечта» на выборах в Грузии
Анкваб выступает противником возвращения грузинских беженцев в Абхазию, за исключением Гальского района, так как считает, что это может быть не понято абхазским населением, хотя при этом в годы его президентства грузинским жителям Абхазии начали выдавать паспорта граждан Абхазии. В период занятия им должностей премьер-министра, вице-президента и президента Абхазии Анкваб одной из своих целей ставил открытость перед населением — любой человек мог ему позвонить, а в случае необходимости договориться о личном приёме, минуя секретаря.
16 марта 2014 года, в день референдума о статусе Крыма и его вхождении в состав России, Анкваб заявил, что Абхазия уважает волю крымчан, поддерживает и признаёт их «судьбоносный выбор, основанный не только на историческом прошлом, но и на современных политических реалиях».
Анкваб занимается спортом, во время службы в Тбилиси в 1980-х годах увлёкся охотой на кабанов. Является меломаном.

## Семья
Жена с 1983 года — абхазка Римма Васильевна Лакоба, кандидат биологических наук. У супругов двое сыновей: Александр (род. 1983) и Инал (род. 1994).
Сын Александр — эксперт центра подготовки медиаторов, доцент кафедры государственно-правовых дисциплин Российской академии народного хозяйства и государственной службы при Президенте Российской Федерации, кандидат юридических наук.

## Награды
- Орден «Честь и слава» I степени (26 декабря 2022 года, Абхазия) — за заслуги перед Отечеством, весомый вклад в становление и развитие абхазской государственности, активную общественно-политическую деятельность[74]

### Комментарии
1. ↑  Такое имя он получил в честь одного из строителей Абхазской железной дороги — инженера по фамилии Золотинский. Так как абхазы не знали разницы между именем и фамилией, имя «Золотинский» было очень популярно[4].
2. ↑  Пленённые кабардинскими добровольцами члены прогрузинского правительства Абхазской Автономной Республики во главе с премьер-министром Жиули Шартава и мэром Сухуми Гурамом Габискирия были расстреляны неустановленными абхазскими ополченцами при не выясненных до сих пор обстоятельствах во время транспортировки по дороге из Сухума в Гудауту у Ачадарского поворота 27 сентября 1993 года[13].
3. 1 2  Для выдвижения кандидатом в президенты с 1999 года стало необходимо проживать на территории республики в течение предшествующих 5 лет[2].
4. ↑  Довоенные показатели экспорта[21].
5. ↑  Справка, удостоверяющая проживание человека в определённом месте.
6. ↑  На тот момент Анкваб перенёс второй гипертонический криз и ещё не полностью оправился от последствий.
7. ↑  До этого все жители грузинской национальности имели только паспорта Грузии, в Абхазии они проживали, имея особый статус.